# Kafiristan
Kafiristan (en farsi: کافرستان, traduït com «país dels infidels») fou una regió muntanyosa de l'Hindu Kush al nord-est de l'Afganistan, que correspon a grans trets a la moderna província de Nuristan a l'Afganistan. Va restar de facto independent fins que fou conquerida pels afganesos el 1896.

## Història
Alexandre el Gran va passar breument per la regió i va fer campanya a la vall del Kunar. Una llegenda diu que els kafirs són descendents dels soldats macedonis. Les primeres indicacións situen en aquestes terres el regne de Kamboja, i el poble dels kambojes és esmentat a les inscripcions d'Asoka.
Al començar l'era cristiana forma part de l'Imperi Kuixan, forman el regne kushana i budista de Kapiśa Janapada, amb el Lamakam (després Laghman) al sud. El peregrí xinès Hiuen Tsang que va visitar Kapisa el 644 l'anomena Kai-pi-shi(h) i diu que era un regne pròsper regit per un rei budista kshatriya que tenia sobirania sobre diversos estats veïns com Lampaka, Nagarahara, Gandhara, Banu i altres. Kapisa i era coneguda per les seves cabres i les seva pell; els cavalls de la raça local també eren apreciats i una colla d'aquestos fou enviat com a present a l'emperador xinès Tai-Tsung pel rei de Chi-pin (Kapisa). Aquestos cavalls de Chi-pin (Ki-pin) eren realment els famosos cavalls de la casta. Hiuen Tsang diu que el país produïa tota mena de cereals, fruites i una arrel perfumada anomenada Yu-kin; el poble vestia roba de llana i de pell, i monedes d'or, plata i coure. S'han trobat objectes procedents de lloc molts llunyans. Els kafirs d'aquesta època foren empenyuts cap a les muntanyes del nord.
Els primers musulmans que s'hi van acostar foren els safàrides al final del segle ix quan van dominar el Kabulistan i Pandjhir. Fins al segle ix Kapiśi fou la segona capital de la dinastia hindushàhida de Zabulistan
L'Hudud al-alam descriu el país de Bolor (xinès Po-lo) com un gran regne governat pel Bulurin Shah, fill del sol. Posteriorment l'extensió del Kafiristan fou més limitada a la zona entre la vall del Pandjhir i la serralada del Chitral. Els pobles que hi vivien eren indoeuropeus barrejats amb poblacions més antigues indoiranianes; la llengua dels kafirs és part del grup dàrdic.
Al segle xi el sultanat gaznèvida va actuar en aquest territori. El 1020/1021 Mahmud de Gazni va fer campanya a la zona "contra els adoradors del lleó". L'historiador gaznèvida Bayhaki esmenta al país com a Kator o Katwar. Gardizi anomena aquestes terres les valls de Kirat i de Nur.
Marco Polo l'anomena Pasciai i diu que era un país d'idòlatres a 10 dies al sud de Badakhxan, però personalment no va visitar la regió i va recollir el relat de l'expedició de 1260 del general mongol Nekuder que va anar del Badakhshan al Chitral i al Caixmir; els pashais eren un grup que vivia a l'extrem sud-oest del Kafiristan (en la relació de l'expedició musulmana de 1582 es diu que al segle xvi els kafirs parlaven pashai).
El 1390 en l'expedició a l'Índia de Tamerlà, els habitants d'Andarab li van demanar castigar les depredacions dels katrors i siyah-push i va fer una expedició al Kafiristan; una part de les seves forces va caure en una emboscada i finalment es va haver de retirar. El timúrida Mahmud Mirza ibn Abi Said (mort el 1495) va fer dues expedicions. Baber va deixar una descripció del Kafiristan del sud; el mateix sultà va fer algunes incursions a la zona (1507/1508) i el 1520 alguns caps kafirs se li van sotmetre i li van regalar vi, però degué ser de manera temporal. Muhammad Haydar Dughlat, després conqueridor de Caixmir, va fer una expedició (1527/1528) al que va anomenar Buluristan. El 1582 Akbar el Gran va enviar una expedició al Katwar dirigida pel seu germà Muhammad Hakim (mort 1584 o 1586) governador de Kabul, que va operar a tot el sud-oest del Kafiristan.
La regió no torna a ser esmentada fins al segle xix quan els britànics s'hi van començar a interessar i Mountstuart Elphistone en va deixar una descripció. El primer que hi va entrar fou el coronel Lockhart (1885-1886). El capità George Scott Robertson (després Sir George Scott Robertson), un britànic que després fou oficial polític a Chitral, va explorar el país el 1890-1891, que tenia una organització tribal i oligàrquica amb consells d'ancians (jasts) i 13 magistrats amb poder executiu elegits cada any (anomenats ur o urir); hi havia homes lliures i esclaus (baris); les dones estaven en inferioritat i la poligàmia era general; el matrimoni era exogàmic fora del clan. Fou el darrer occidental que va observar la cultura local politeista abans de la conversió a l'Islam.
Encara que alguns subgrups com els Kam pagaven tribut a Chitral, la major part del territori va quedar dins l'Afganistan quan la frontera fou delimitada el 1893 per la línia Durand (de Sir Mortimer Durand). El 1895 o 1896 l'emir de l'Afganistan va envair el país, i va convertir als seus habitants a l'islam (1896); el poble del territori que s'anomenava a si mateix Camoj o Camoz (era esmentat com a kafirs pels estrangers), va rebre el nom de nuristanis (els il·luminats) i el país Nuristan (País de la llum). A la meitat del segle xx tenia uns 50.000 habitants.